# Bruno Parma
Bruno Parma, slovenski šahist, * 30. december 1941, Ljubljana, Slovenija.
Že kot gimnazijec se je uveljavil kot najboljši šahist med jugoslovanskimi mladinci. S šestnajstimi leti je zmagal na mladinskem šahovskem prvenstvu Jugoslavije in ta uspeh ponovil tudi v naslednjih dveh letih. Leta 1961 je v Haagu postal svetovni mladinski prvak, s čimer je postal takrat najmlajši mednarodni mojster na svetu. Velemojstrski naslov mu je svetovna šahovska federacija na podlagi veleturnirja v Beverwijku priznala leta 1963.
Že pred tem je postal  stalni član jugoslovanske reprezentance, takrat druge svetovne velesile, takoj za Sovjetsko zvezo. V več kot dvajsetletni reprezentančni karieri je osvojil šest olimpijskih kolajn: štiri srebrne (Varna 1962, Tel Aviv 1964, Lugano 1968, Nica 1974 ter dve bronasti (Siegen 1970 in Valletta 1980). Nastopil je še na olimpiadah v Havani (1966) in Buenos Airesu (1978). V zbirki kolajn so še tri z evropskih prvenstev, dve srebrni (Hamburg 1965, Bath 1973) in bronasta (Moskva 1977).
Na mednarodnem turnirju v San Juanu, Portoriko leta 1969 je delil drugo mesto z ameriškima velemojstroma Arthurjem Bisguierjem in Walterjem Shawneom Drownejem za tedanjim svetovnim šahovskim prvakom Spaskim.
V mlajših letih je Parma gojil napadalni šah z izjemnim smislom za kombinatoriko. Kasneje se je preusmeril v pozicijskega igralca, ki je slovel po svoji nepremagljivosti. V sedemdesetih letih je bil tako dvakrat med tistimi, ki so odigrali največ turnirskih partij v svetu, ob tem pa edini, ki ni izgubil niti enega srečanja. Poznavalci vedo, da je bil najzaslužnejši za  zadnje olimpijsko odličje jugoslovanske reprezentance leta 1980 na Malti, ko je prav vse partije igral s črnimi figurami z najtežjimi nasprotniki ter v osmih partijah zbral 4,5 točke. Seznam njegovih turnirskih zmag je dolg, najpomembnejše med njimi pa so Beverwijk 1962, Malaga 1962, Polanica Zdroj 1964, Jeruzalem 1964, Reggio Emilia 1965/66, Luxembourg 1966, Bukarešta 1968, Pariz 1968, Sarajevo 1970, Netanya 1971, Reggio Emilia 1971. Slovenski prvak je postal še kot mladinec leta 1959, na jugoslovanskih prvenstvih pa je najboljša rezultata dosegel z delitvijo drugega mesta v Novem Sadu leta 1965 in istega leta v Titogradu.
Bruno Parma se je v svoji šahovski karieri meril z najmočnejšimi šahisti tistega časa. Med elitnimi igralci, kot so bili: Fischer, Karpov, Smislov, Talj, Petrosjan, Spaski, Bronstein, Larsen, Korčnoj, Portisch, Polugaevsky, Stein, Timman, ... je le redkim uspelo iztržiti točko. Kadar je vodil bele figure s svojim zaščitnim znakom 1.e4 je bil skoraj nepremagljiv, od zgoraj naštetih ga je s črnimi figurami uspelo premagati le nekaterim svetovnim šahovskim prvakom in še to vsakemu zgolj enkrat, kar tudi dokazuje, da je sodil v sam svetovni šahovski vrh.
Parma je veljal za vrhunskega poznavalca teorije otvoritev, čigar mnenje so upoštevali vsi  njegovi najboljši šahovski sodobniki, mnogo njegovih variant pa je še vedno živih tudi v sodobni turnirski praksi. Krasile so ga kombinacije s strateškim motivom, tako pri vodenju napada, kot v obrambi, šahovski svet pa ga je čislal tudi zaradi izjemnega razumevanja končnic. Njegove analize so bile izjemne, ocene položajev so prepisovale enciklopedije. Kot dolgoletni urednik beograjskega Šahovskega informatorja je veliko prispeval, da se je ta almanah utrdil kot vodilna svetovna strokovna šahovska publikacija. Uveljavil se je tudi na publicističnem področju, zlasti s knjigo Šah za vsakogar (1975, soavtor Boris Kutin) (COBISS), ki je doživela tri izdaje v skupni nakladi 15.000 izvodov. V letih 1983-1984 je bil selektor jugoslovanske reprezentance, s katero je v Plovdivu leta 1983 osvojil srebrno kolajno. Postal je tudi prvi selektor slovenske državne reprezentance in jo vodil od leta 1991 do 1997.
Svoj najboljši rezultat je dosegel na veleturnirju miru v Zagrebu leta 1965, ko je na najmočnejšem tekmovanju tistega leta brez poraza delil četrto mesto pred številnimi sloviti velemojstri. Na tekmovanjih za svetovno prvenstvo je na conskem turnirju leta 1975 v Reykjavíku delil drugo mesto z Liberzonom, dopolnilni dvoboj z njim igral neodločeno ter nato izpadel po klasičnem žrebu.
V jugoslovanskem okviru je leta 1971 prejel red zasluge za narod s srebrno zvezdo, ki ga je podelil predsednik Jugoslavije Josip Broz Tito, v slovenskem pa je leta 1986 prejel Bloudkovo nagrado in leta 2002 Častni znak svobode Republike Slovenije.